# Daguer
El daguer era un menestral que tenia l'ofici de fer dagues i de vendre-les.
A Barcelona pertanyien a la confraria de Sant Eloi, juntament amb els argenters, ballesters, calderers, estanyers i ferrers.
En trobem també en altres ciutats, com Lleida.